# صدف هموار
صدف هموار (نام علمی: Callista chione) نام یک گونه از راسته صدف‌های سفت‌پوسته است.